# 대한민국 민법 제193조
대한민국 민법 제193조는 상속으로 인한 점유권의 이전에 대한 민법 물권법 점유권상 조문이다. 1958년 2월 22일 법률 제471호로 제정되어 1960년 1월 1일 시행되었다. 상속 개시 시 피상속인의 점유 상태가 상속인에게 그대로 승계되며 점유권의 성질과 태양(성격)을 그대로 이어받도록 하는 조항이다.

## 조문
제193조(상속으로 인한 점유권의 이전) 점유권은 상속인에 이전한다.

第193條(相續으로 因한 占有權의 移轉) 占有權은 相續人에 移轉한다.

Article 193 (The transfer of right to occupy by inheritance) The right to occupy transfer to the inheritee.

## 판례

### 점유의 성질 승계
- 선대로부터 상속에 의하여 점유를 승계한 자의 점유도 상속 전과 그 성질 내지 태양을 달리 하는 것이 아니어서, 특단의 사정이 없는 한 그 점유가 자주점유로는 될 수 없다[2]

- 토지보상법 제78조 등에서 정한 거주 요건에 민법 제193조의 상속인에 대한 점유권의 이전에 관한 규정이 적용 내지 준용된다고 볼 수는 없다[3]

## 참고 문헌
- 오현수, 일본민법, 진원사, 2014. ISBN 978-89-6346-345-2
- 오세경, 대법전, 법전출판사 , 2014 ISBN 978-89-262-1027-7
- 이준현 , LOGOS 민법 조문판례집, 미래가치, 2015. ISBN 979-1-155-02086-9

## 같이 보기
- 점유권
- 상속법
- 상속